# 国鉄70系電車
国鉄70系電車（こくてつ70けいでんしゃ）は、1951年から1958年にかけて、日本国有鉄道が導入した、3扉セミクロスシートの旧形電車を便宜的に総称したものである。

## 概要
横須賀線・京阪神緩行線・中央東線など通勤と中距離の輸送性格を併せ持った路線用に開発された3扉セミクロスシート車。1951年3月から1958年3月にかけて、三等（のちの二等車→普通車）中間電動車のモハ70形および低屋根構造で歯車比の異なるモハ71形・三等制御車のクハ76形・二等（のちの一等車（現・グリーン車））付随車のサロ46形（後のサロ75形）の4形式合計282両が製造された。
本系列に類する20 m3扉車の新造計画については、戦後間もない時期から存在していた。
- 計画初期である1949年の図面では、切妻構造前面運転台部分・3段式客室側窓・ロングシートの63系通勤形電車を3扉化したようなデザインで、先頭車の窓配置はd1D6D6D2[注釈 3][1]となっており、片運転台の制御電動車のモハ70形、中間電動車のモハ71形、付随車のサハ76形が設定されていた[2]。将来のクロスシート化が考慮されていた。
- 1950年の計画図ではクハ76形の前面は、80系1次車と同様に半流線型で非貫通型であるが小田急1700形第3編成に似たデザインの2枚窓となり、室内はセミクロスシートの座席配置であった[1]。

その後計画が整理されて3扉セミクロスシート車とされ、横須賀線と京阪神緩行線への投入が決定した。なお、同時期に製造された80系と比較されることが多いが、長大編成による運用を考慮した中間電動車方式を採用した点以外は、メカニズム面を含め相違点が多く存在する。また、基本的に同一系列のみで編成組成することを前提とした80系とは異なり、横須賀線では32系・42系と、京阪神緩行線では51系・72系と、中央東線では72系との混結の編成で運用された。長編成での運用を想定せず、他系列との混結が前提であったこともあり、車両数が充足していた三等付随車は製造されていない。

## 構造
三等車の車体および座席のレイアウトは戦前型の51系をベースとした3扉セミクロスシートである。二等車は2扉クロスシートで、東海道本線（湘南電車）に比較すると乗車距離の短い横須賀線向けとされたことから、湘南電車80系のサロ85形とは異なり、70系の二等車は横須賀線在来車の32系サロ45形と同様にデッキと客室との仕切は未設置とされた。

### 車体
車体の基本形状は80系と同一で、各形式とも車体長が19500 mm、車体幅が2805 mm、屋根高さ3650 mmとなっており、クハ76形の先頭部は80系のクハ86形86023以降と同一の、幅1200 mmの前面窓を2箇所配置した半流線形で通称「湘南型」と呼ばれる形態である。
モハ70形、モハ71形およびクハ76形の車体側面は51系に類似した片側3扉で、側面窓を扉間に6箇所、車端部連結面寄りに2箇所の配置としたもので、乗降扉は幅1100 mmで80系のものに準じた片引扉、側面窓は幅700 mmで高さを戦前の31系以降の電車と同じ870 mm（300番台車は895 mm）とした二段上昇窓である。
サロ46形の設計は80系のサロ85形を基本としており、車体側面はサロ85形に類似した片側2扉で、サロ85形と同じく乗降扉は幅700 mmの片引扉、側面窓の幅は1200 mmであるが、窓高さを70系の他形式と同じ870mmとした二段上昇窓としている。窓配置はD8D1として扉間に側面窓を8箇所設置し、サロ85形とは異なり一方の乗降扉の車端側にトイレ・洗面所窓を設けている。また、車体構造もサロ85形と同様で、他の形式と異なり、屋根肩部まで外板を張って屋根中央部のみ木製屋根となっており、雨樋も位置は通常の高さで当初より鋼製雨樋であった一方、屋根肩部が幕板部と同じ車体色であったサロ85形と異なり、サロ46形では屋根中央部と同一色であった。
台枠はモハ70形およびモハ71形はUF132もしくはUF132A、クハ76形はUF133、サロ46形はUF134を使用しており、これらの台枠は、前後の枕梁間の中梁を省略して梯子状の構造とした80系のものとは異なり、近郊用と運用するために溝形鋼の中梁を車両全長に渡って通した従来通りの構造のものであるとされている。また、屋根上のベンチレーターは、モハ70形、モハ71形およびクハ76形は63・72系と同じグローブ形、サロ46形は80系と同じ押込み形とした。
また、本系列は製造開始以降、床板や屋根板、内装に木材を使用した半鋼製車体であったが、モハ71形の71001は全金属製車体の試作車であり、1957年には80系300番台や72系920番台などと同じく全金属性不燃構造とした300番台が製造されている。

### 車内設備
モハ70形、モハ71形およびクハ76形の室内配置は51系と同様のもので、片側3か所の乗降扉間は中央部がクロスシート、扉横部と連結面寄り車端部はロングシートとした配置を基本としている。ロングシートは背摺りを含む奥行が500 mmで、戦前の旧型国電三等車で標準の480 mm（1934年まで）もしくは560 mm（1935年以降）の中間の値となっている。また、ボックスシートのシートピッチは1400 mmで、32系以降の旧型国電三等車や、80系0番台と同一となっているほか、背摺りを含む奥行は475 mm、シートの横幅は32系以降の三等車の970-975 mmから縮小されて80系0番台と同じ905 mmとなっている。また、室内の側面窓上部には網棚が、座席前部の天井には吊革が、乗降扉部の中央にはつかみ棒が設置されているほか、クハ76形の車端片隅部にはトイレが設置されている。
サロ46形（→サロ75形）の室内は前後車端部の客用扉間にクロスシートを配置しているほか、片側の客用扉のさらに車端部寄りにトイレと洗面所が設置されている。80系のサロ85形とは異なり、横須賀線在来の32系サロ45形と同様にデッキと客室との仕切は設置とされなかったが、客室とトイレ・洗面所の間は仕切壁と扉で仕切られている。ボックスシートのシートピッチは1950 mmで、31系以降の旧型国電二等車で標準の1760 mmより広く、80系のサロ85形の1910-1965 mmと同等となっているほか、背摺りを含む奥行は680 mm、シートの横幅は32系以降の二等車の975-980 mmから若干拡大されてサロ85形と同じ1000 mmとなっている。

### 主要機器
主電動機、主制御器、駆動装置、台車、ブレーキ装置、電動発電機、電動空気圧縮機、戸閉機械などは80系の同等の年次に製造された車両と同一もしくは同系列のものを搭載している。

#### 主電動機
当時の国鉄電車の標準機種であるMT40系（端子電圧750 V時1時間定格出力142 kW、定格回転数870 rpm（全界磁時）・1100 rpm（60 %界磁時））のMT40AもしくはMT40Bを搭載する。MT40系は、戦前の標準型主電動機のMT30をベースに電機子の軸受を転がり軸受に変更したものであり、本系列と80系に搭載されたMT40Aは、63系に搭載されたMT40のノーズ長さを変更したもの、MT40BはMT40Aから主軸受の形状を変更したものである。
駆動装置は従来どおり吊り掛け駆動方式を採用し、歯車比は、モハ70形同じMT40系を装架する80系やMT30を装荷するモハ54形（1954年の歯車比変更後）と同じ2.56、モハ71形は同じくMT40系を装架する63・72系やMT30を装架するモハ60形・モハ54形（歯車比変更前）と同じ2.87である。

#### 主制御装置
主制御器は直列7段・並列6段・並列弱め界磁1段（弱め界磁率 60%）のCS10もしくは直列7段・並列6段・並列弱め界磁2段（弱め界磁率60 %、75 %）のCS10A電動カム軸式主制御器を搭載する。この主制御器は63系での試作開発結果を受けて開発されたものであり、戦前の標準であったCS5との相違点は以下の通り。
- 1方向1回転式の電動カム軸化により直列・並列各2段ずつ多段化するとともに、電空カム式で必要であった星車などのカム軸回転停止機構を不要としてノッチ飛び事故の発生を防止した。
- 直並列切替時には主回路上に接触器を一旦挿入し、わたり動作中の電動機の引張力変化を抑制して切替ショックを軽減する、橋絡渡りを導入。
- 事故電流遮断時の被害を最小限に抑えるため、断流器をCB7あるいはCB7A遮断器として別筐体に格納。
- CS9A（CS10）もしくはCS11（CS10A）界磁弱め接触器を使用して、弱め界磁と起動減流抵抗による減流起動により、起動時の衝動を抑制[注釈 9]。

このほか、主抵抗器はMR7、主幹制御器は、戦前より国鉄電車の標準機種であったMC1系のMC1Aを運転室内に搭載する。

#### 台車

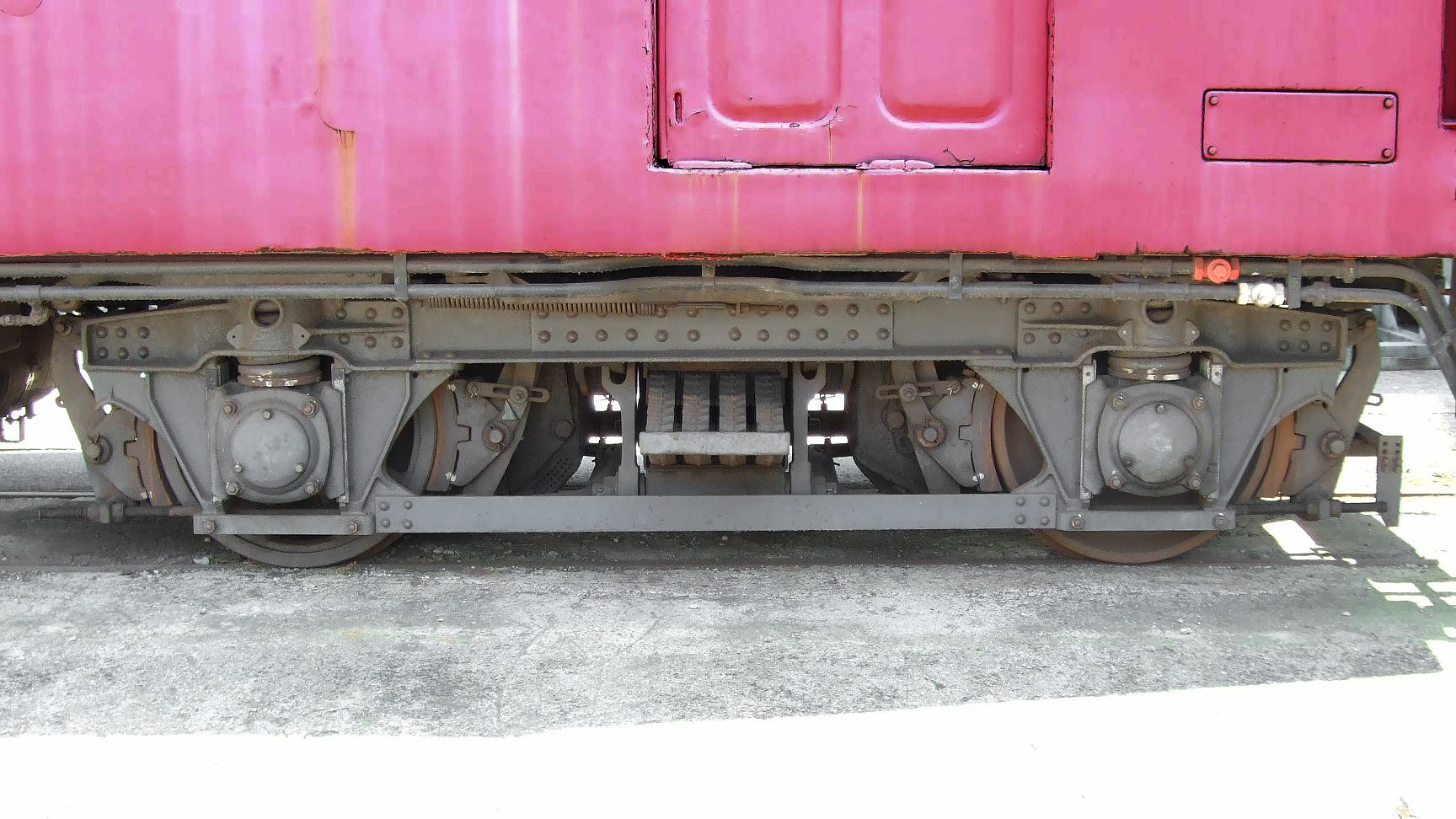
DT13台車

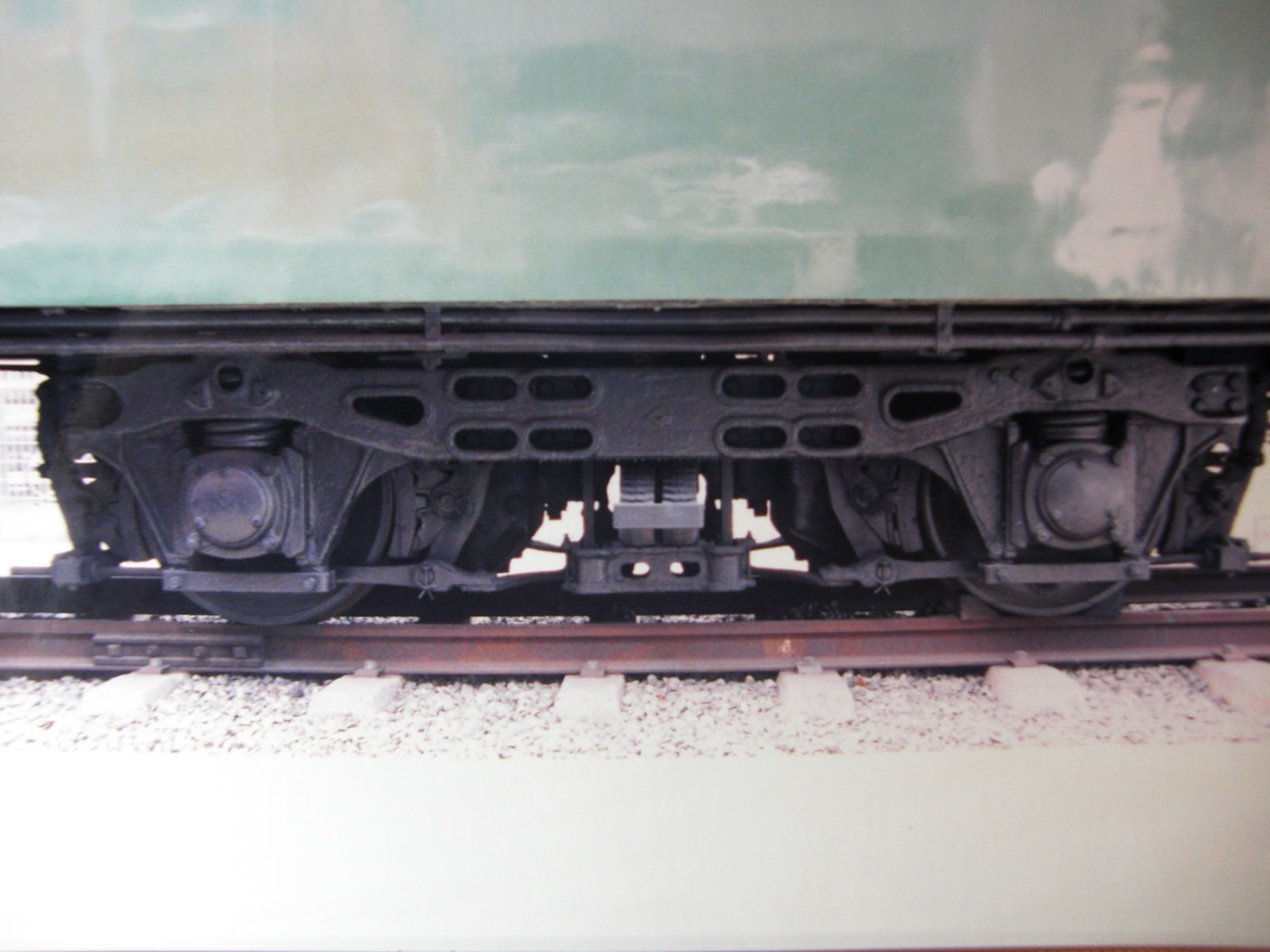
DT16台車

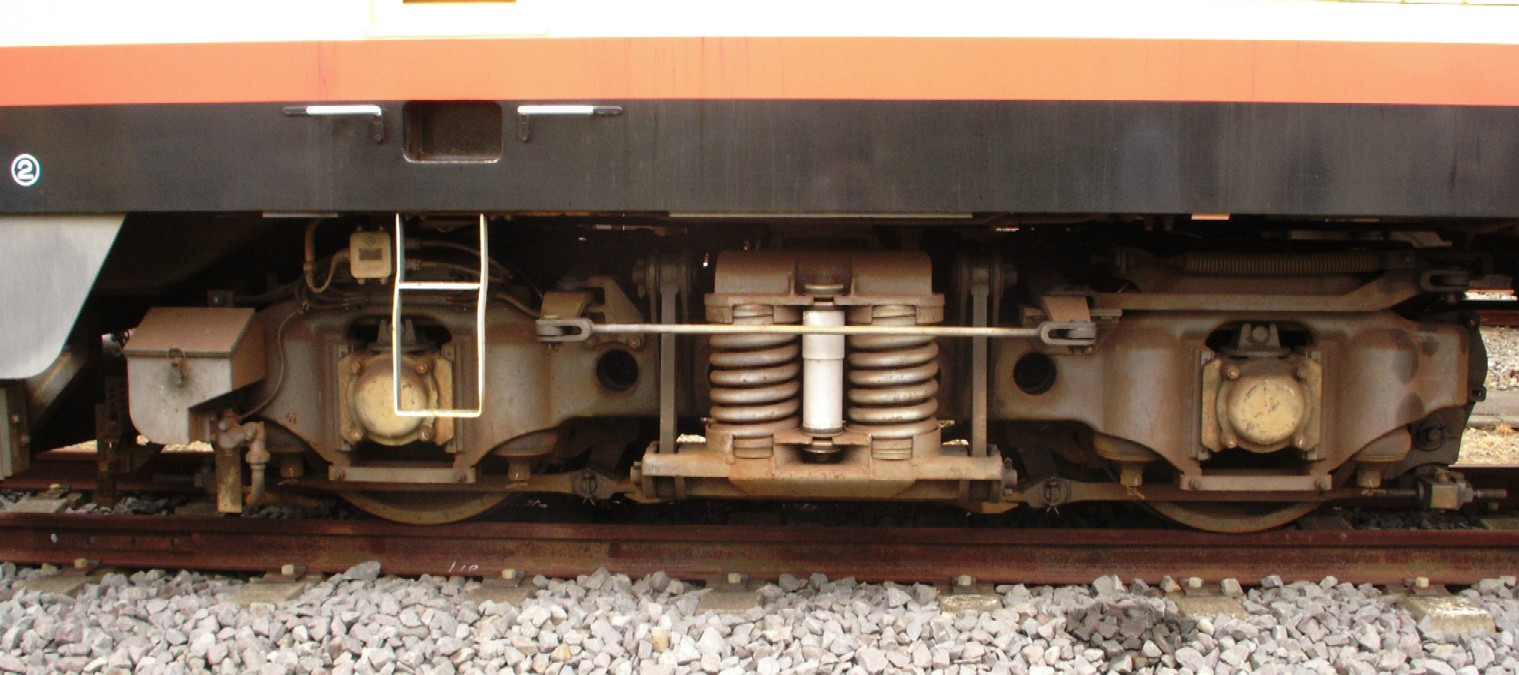
DT20A台車

DT13（モハ71形）、DT15（モハ71形）、DT16（モハ70形、モハ71形）、TR45（クハ76形）、TR45A（サロ46形）
これらの各形式は、1929年から製造されたスハ32系より採用されたTR23形をもとに改良された動台車・付随台車である。TR23の軸箱支持方式はペデスタル式で軸ばねは軸箱上部にコイルばね配置しており、枕ばね部は側枠中央部に短リンク式の揺れ枕吊りを下げて下揺れ枕と連結し、上揺れ枕と下揺れ枕の間に枕ばねとして重ね板ばねを配置する構成、台車枠は鋳鋼部品と鋼材部品を組み立てたものとなっている。
DT13はTR23をころ軸受化した動台車で、これの付随台車のTR36の枕ばねを改良したTR43から、さらに枕ばね部の改良を図ったものがTR45であり、サロ46形のTR45Aは同形式やサロ85形の自重や定員に合わせてばね定数を変更したものである。
DT15はさらに台車側枠を一体鋳鋼製に変更した動台車で、これの側枠形状を変更して軽量化を図ったものがDT16である。
DT17（モハ70形、モハ71形）・TR48（クハ76形）・TR48A（サロ46形）
DT17はDT16をもとに、枕ばね部を重ね板ばねから2列のコイルばねとオイルダンパに変更したスウィングリンク式の揺れ枕機構として揺動特性を改善した動台車で、このほか、台車枠を側枠・横梁・端梁を一体とした一体鋳鋼台車枠としている。TR48はDT17同様に枕ばねをコイルばねとオイルダンパを、台車枠に一体鋳鋼台車枠を採用した付随台車で、軸ばねは単列のものとしている。サロ46形のTR48Aは同形式やサロ85形の自重や定員に合わせてばね定数を変更した。
DT20・DT20A（モハ70形）
DT17をもとに振動性能改善と軽量化を図った動台車である。台車枠を鋼板プレス成型部品を溶接組立てしたものとし、上天秤式と呼ばれる軸箱支持機構を採用したもので、枕ばね部はDT17の設計を踏襲している。DT20AはDT20の軸受を円すいころ軸受から円筒ころ軸受に変更し、あわせて側枠の改良と軸ばね下端の防振ゴム厚の変更を実施したものである。

#### ブレーキ装置
80系と同じく、長編成に対応した電磁自動空気ブレーキの「ARE電磁空気ブレーキ」を装備する。戦前の省電では、床下のA動作弁および電磁吐出弁（Electro-pneumatic valve）と運転台のME23ブレーキ弁で構成される元空管ダメ式自動空気ブレーキの「AE電磁空気ブレーキ」を使用していた
が、ARE電磁空気ブレーキはこれを基本として開発されたもので、床下のA動作弁と電磁吐出弁・電磁供給弁および中継弁 (Relay valve) 、運転台のME23A制動弁で構成されており、1938年から実用試験が継続されていた。
中継弁の装備により、A制動弁からの圧力指令が中継弁内の容量の少ないパイロット室にのみ供給され、ブレーキシリンダにはこの圧力指令を基に元空気ダメ管から中継弁を経由して空気が供給されるようになったことにより、ブレーキ回数が多くとれるようになったほか、ブレーキシリンダ圧がブレーキシリンダーのピストン行程の変動や空気漏れの状況の影響を受けにくくなった。一方、電磁吸気弁の装備により、ブレーキ管の増圧を同期的に行うことでブレーキや弛めの同期性を向上させた。

#### 補機
電動発電機は、1954年度製までは容量2 kWのMH49-DM28、1955年製以降は容量3 kWのMH77B-DM43Bをモハ70形とモハ71形、クハ76形の偶数車に搭載し、電動空気圧縮機はMH16B-AK3をモハ70形とモハ71形に搭載しており、これらは80系と同一のものとなっている。

#### 電気連結器
戦前の旧形国電のジャンパ連結器は、高圧引通しとして1芯のKE1を1基装備し、直流100 Vの制御回路などの低圧引通しは、大阪鉄道局の車両では12芯のKE52を2基装備し、東京鉄道局の車両では7芯のKE50を3基装備していたが、これも戦後にKE52の2基装備に改造されていた。本系列ではこれらの車両と混結して運用するため、同じKE1を1基とKE52を2基装備したほか、クハ76形と関西に配属となったモハ70形にはこれに加えて7芯のKE50Aを1基装備した。

### 車体塗色
80系の車体塗色は湘南色もしくは関西急電色で、塗色バリエーションが少ない一方で、70系は他形式と混結されたため、併結する先行形式に合わせ、新製時から多様な塗色が採用された。

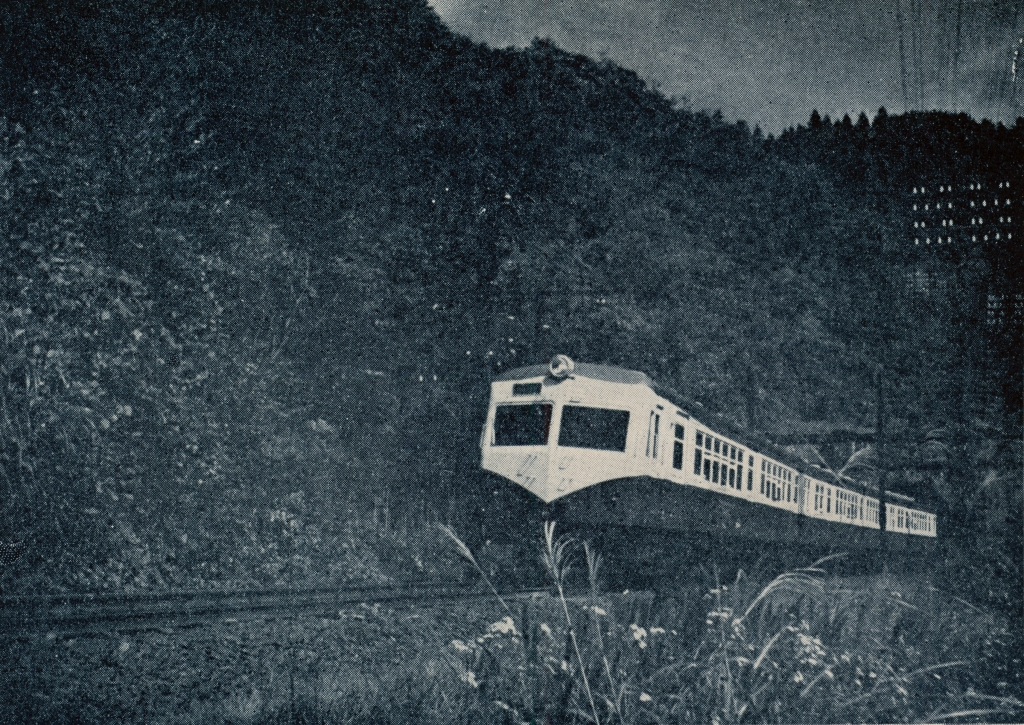
浅川駅（現・高尾駅） - 与瀬駅（現・相模湖駅）間を走行する70系

横須賀線・中央東線ほか各路線
「スカ色（横須賀色）」と呼ばれるクリーム色と青色の塗分け（当初は青2号とクリーム2号）で、同線では1950年から32系や40系、42系などが順次この塗色に変更されていた。1963年以降は青15号とクリーム1号に変更している。中央東線ではモハ71001 - 71007が当初は従来車と混結して運用するためぶどう色2号であったが、後にモハ71形・クハ76形ともにスカ色となったほか、中央西線、両毛地区、長野地区、広島地区でもスカ色が採用された。
京阪神緩行線
51系の増備として投入されたこともあり、従来からのぶどう色2号一色で、クハ76形の外観から「茶坊主」とも呼ばれた。また、後述の代用「急電」運用に投入された一部のモハ70形は、誤乗防止のため関西急電色となった。
阪和線
緑1号と肌色に近いクリーム3号のツートンカラーで「阪和色」と呼ばれた。当初の塗り分けは横須賀線向けとはやや異なり、幕板部分までクリーム色で、上部の緑色は雨樋の部分のみであったが、後に横須賀線と同じ塗り分け線に変更し、1967年以降にはスカ色に変更された。
新潟地区
1962年から長岡運転所（現・長岡車両センター）に転配された車両は当初はぶどう色2号1色であったが、新津工場で電車の修理を行うことになったことに伴い、雪の中での視認性等を考慮して赤2号と黄5号の「新潟色」と呼ばれる塗装を採用、1963年9月13日に新塗色の2両の試乗会が開催され、その後拡大していった。
その他
仙石線で中間車として使用されたモハ70形は、他の51系・72系と同じウグイス色（黄緑6号）であった。
飯田線で流電編成の中間車として使用されたサハ75形は、当初湘南色となったが、1968年以降スカ色に戻った。
福塩線向け車両は、当初は置換え対象の51系などと同じ青20号の単色となる計画であったが、廃車までスカ色のままであった。

## 形式
新造および改造による各形式は以下の通り。

### モハ70形
本系列の基幹形式となる座席定員72名の中間電動車。モハ70001 - 70097・70101 - 70117・70120 - 70126・70300 - 70319の合計141両が製造された。窓配置は2D6D6D2で、扉間にクロスシートを4組ずつ設置する形態は51系と同様。
1950年度製造（1950年度予算）車（モハ70001-70010, 70101-70117）の主要機器は以下のとおり。
- 主電動機：MT40A（定格出力142kW）。
- 主制御器：CS10電動カム軸接触器式（界磁接触器CS9A、主抵抗器MR7）。
- パンタグラフ：PS13を前位[注釈 16]側に搭載。
- 台車：DT16。
- 電動発電機：MH49-DM28（定格出力2kW）。
- 電動空気圧縮機：MH16B-AK3。

製造年度ごとの変更点は以下のとおり。
1951年度（1951年度予算） ；モハ70011 - 70042
- 戸閉機械をTK4からTK4Aに変更。
- 出入口周囲の天井灯の配置を1列から2列に変更。

1952年度（1952年度予算） ：モハ70043 - 70048
- 車体隅柱をR80から貼合式のR15に変更。台枠形式をUF132からUF132Aに変更[17][18][注釈 17]。
- 妻面の上部のガラリ式通風窓を廃止。
- 2位側の配電盤の大型化するとともに1位側の妻面に梯子の取付け、前位妻窓の廃止。
- 主制御器をCS10A（界磁接触器CS11）に変更[19][注釈 7]。
- 台車をDT17に変更。

1954年度（1954年度予算） ：モハ70049 - 70052
- 戸袋窓と客用扉をHゴム支持の1枚ガラスに変更。
- 妻面の貫通扉を木製のものから鋼製のものに変更。
- 主電動機をMT40Bに変更[21][注釈 5]。
- KE50A電気連結器1基を追加。
- 台車をDT20に変更。

1955年度（1955年度1次予算）：モハ70053 - 70061
- 絶縁ビニール布を貼った1.6mm厚の鋼板屋根に変更。
- 床板を1.6 mm厚の鋼板の上に樹脂製シートを貼ったものに変更[注釈 18]
- 電動発電機をMH77B-DM43B（定格出力3kW）に変更。
- 台車をDT17に変更。

1955年度（1955年度3次予算）：モハ70062 - 70074
- 床板を木製に変更[要出典]。
- 簡易運転台[注釈 19]と標識灯を後位（非パンタグラフ）側に設置し[22]、4位側の妻窓をHゴム支持に変更[23]。
- 天井に扇風機回路準備工事を施工[22]。
- 台車をDT20に変更[22]。

1956年度（1956年度予算）：モハ70075 - 70092
- 床板を鋼板としその上に合成樹脂製の敷物を貼付け[24]。
- 雨樋を木製から鋼製に変更[24]。
- 台車をDT20Aに変更[22]。

1957年度（1957年度債務予算）：モハ70093 - 70093, 70121 - 70126
- 1956年度（1956年度予算）車と同一仕様[22]。

1957年度（1957年度本予算）：モハ70300 - 70319
- 鋼体だけでなく内装も全金属車体とし、80系と同様に300番台に区分。
- 側面窓を幅725 mm×高さ895 mmの二段上昇窓に変更。
- 室内灯を20 Wの蛍光灯（16本）に変更し、扇風機6基を設置。これに伴い通風器と照明の配置を変更。
- クロスシートの幅を905 mmから930 mmに拡大。
- 簡易運転台に手ブレーキを設置。

1950年度製造分以降、モハ70形では東京地区配置の車両と大阪地区配置の車両とでジャンパ連結器の構成が異なっていたため、横須賀線向けを0番台、京阪神緩行線向けを100番台にそれぞれ番台を区分した。その後に1954年度製造分から仕様が東西で統一されたために番台区分の必要がなくなり、大阪地区に配置される車両も0番台となったが、1957年に京阪神緩行線に投入されたモハ70120 - 70126は、すでに0番台が097まで至っていたことから、100番台との番号の重複を避けるため120番台の車両番号となった。

### モハ71形
1952年から導入された中央東線向けの中間電動車で、電動機や主制御器、電動発電機、電動空気圧縮機はモハ70形と同一であるが、モハ70形とは以下の相違点がある。
- 同線の狭小トンネルに対応するため、屋根の高さを低く抑えて[注釈 21]パンタグラフの折畳み高さを抑制した。
- 歯車比を72系と同一の1:2.87として勾配区間における登坂力を確保した[要出典]。

当初製造された17両の窓配置はモハ70形と同一で、全金属試作車の71001（木造車の鋼体化改造名義）・71002 - 71005（木造車の鋼体化改造名義）・71006 - 71017（新造）の3種に分類される。モハ71001-71005は計画時点ではモハ70形70800-70804であったが、70800の落成が遅れたため、先に落成した70801-70804が1953年2月にモハ71形71002-71005に形式変更された一方、70800は71001として落成した。
1951年度（1951年度予算） ：モハ71001
- 木造電車モハ10形モハ10168の鋼体化改造名義[27]。
- 屋根高さは3550 mm、パンタグラフ折畳高さは4000 mm[20]。
- 同年代製の同型列の車両では木製であった床板、屋根板、雨樋、内装なども含め金属製とした全金製車体とし、屋根にはビニールとガラス繊維による絶縁布を貼付[27]。
- 天井板はアルミ合金板[27]。
- 室内化粧板はアルミ合金化粧板[27]で、色は薄いピンク色[28]。
- 座席表皮はえんじ色のビニールクロス[16]で、座席骨組は軽合金製。
- 貫通扉にクローザーが付く[29]など、内装が従来車と異なる。
- 窓枠の構造を、離れて見ると一段窓に見えるよう下段の窓枠上部を透明プラスチックとしたものとした[27][28]。
- 妻面のガラリ式通風窓は設置されていない[27]。
- パンタグラフ：PS11[15]。
- 台車：DT15[27]。

1952年度（1952年度予算）：モハ71002 - 71005
- 木造電車の鋼体化改造や社形国電の改造名義。改造前後の番号は以下の通り[31]。

| 改造前                                                   | 改造後          |
| モハ202（旧三信鉄道デニ201形202）                        | モハ70801→71001 |
| モハ313（旧鶴見臨港鉄道モハ310形モハ313）                | モハ70802→71002 |
| モハ1054（旧鉄道省デハ33500形デハ33530→モハ1形モハ1054） | モハ70803→71003 |
| モハ1031（旧鉄道省デハ33500形デハ33505→モハ1形モハ1031） | モハ70804→71004 |

- 屋根高さは3550 mm、パンタグラフ折畳高さは4000 mm[20]。
- 屋根高さを除く車体や、歯車比を除く主要機器は同年度製のモハ70011 - 70042と同一。
- パンタグラフ：PS13。
- 台車：DT13。

1953年度（1953年度予算） ：モハ71006 - 71017
- 屋根高さは3510 mm、パンタグラフ折畳高さは3970 mm。
- 屋根高さを除く車体や、歯車比を除く主要機器は同年度製のモハ70043 - 70048と同一。

### クハ76形
座席定員60名の制御車。クハ76001 - 76036・76037 - 76051の奇数・76052 - 76096・76097・76099・76101・76300 - 76315の合計106両が製造された。室内はモハ70形と同じセミクロスシートでクハ86形と同様に後位（連結面）側にトイレを設置するが、奇数車では3位側に、偶数車では4位側に、それぞれ配置することで東海道本線でのトイレ位置を海側に統一した。なお、奇数向き車両がやや多いが、横須賀線では制御電動車のモハ43, 53形が偶数（横須賀線の下り側）向きであったことと、京阪神緩行線では51系の先頭車に偶数向き車両が比較的多かったことによる。
1950年度製造（1950年度予算）車（クハ76001 - 76030）の概要は以下のとおり。
- 窓配置は両側とも1dD6D6D2。
- トイレは寸法は幅835 mm×長さ1315 mmで出入口は前位寄に設置され、トイレ対面部の座席はロングシート。
- 正面窓枠は木製。
- 台車：TR45。
- 電動発電機（偶数番号車）：MH49-DM28（定格出力2kW）

製造年度ごとの変更点は以下のとおりで、ほぼモハ70形と共通である。
1951年度（1951年度予算） ：クハ76031 - 76036, 76037 - 76051（奇数）。
- 戸閉機械をTK4からTK4Aに変更。
- 出入口周囲の天井灯の配置を1列から2列に変更。
- トイレを幅790 mm×1335 mmに小型化して出入口を側面に変更し、トイレ側の窓配置を1dD6D6D1に変更。
- トイレ出入口の対面の座席をクロスシートに変更。

1952年度（1952年度予算）  ：クハ76053 - 76063
- 車体隅柱をR80から貼合式のR15に変更。台枠形式をUF133からUF133Aに変更[18][注釈 23]。
- 妻面の上部のガラリ式通風窓を廃止。
- 前面窓をHゴム支持化。
- 台車をTR48に変更。

1954年度（1954年度予算） ：クハ70065, 70067
- 戸袋窓と客用扉をHゴム支持の1枚ガラスに変更。
- 妻面の貫通扉を木製のものから鋼製のものに変更。

1955年度（1955年度1次予算）：クハ76064, 76066, 76069, 76071
- 電動発電機をMH77B-DM43B（定格出力3kW）に変更。

1955年度（1955年度3次予算） ：クハ76068 - 76076（偶数）, 76073 - 76081（奇数）
- 天井に扇風機回路準備工事を施工[22]。

1956年度（1956年度予算）：クハ76078 - 76086（偶数）, クハ76083 - 76093（奇数）
- 床板を1.6 mm厚の鋼板とし[22]、その上に合成樹脂製の敷物を貼り付け[24]。
- 屋根板を1.6 mm厚の鋼板に変更[22]。
- 雨樋を木製から鋼製に変更[24]。
- 前照灯を150 Wから250 Wに変更し、灯具を大型化[22]。

1957年度（1957年度債務予算）：クハ76088 - 76094（偶数）, 76095 - 76101（奇数）
- 1956年度（1956年度予算）車と同一仕様[22]。

1957年度（1957年度予算）：クハ76300 - 76315
- 鋼体だけでなく内装も全金属車体とし、80系と同様に300番台に区分。
- 側面窓を幅725 mm×高さ895 mmの二段上昇窓に変更。
- 室内灯を20 Wの蛍光灯（13本）に変更し、扇風機6基を設置。これに伴い通風器と照明の配置を変更。
- クロスシートの幅を905 mmから930 mmに拡大。
- トイレを幅790 mm×1265 mmに小型化してトイレ前位側の客室部分に幅625 mmの側面窓を設置、トイレ位置を奇数車、偶数車ともに3位側に統一。
- 運転台直後の客室部分に幅420 mmの側面窓を設置し、上記と合わせて窓配置を2・4位側が1d1D6D6D2、1・3位側は1d1D6D6D11に変更。
- 運行番号表示器を少し前に張出した構造に変更。
- 運転台窓上部に通風口を設置[32]。
- 前面下部にタイフォン2基を埋込式に設置。
- ジャンパ連結器を連結器の左右両側に配置した奇数・偶数を分けない両渡り構造に変更。

### サロ46形→サロ75形
定員64名の二等付随車。1951年・1953年・1955年に合計18両が横須賀線向けに製造された。
1950年度製造（1950年度予算）車（サロ46001 - 46010）の概要は以下のとおり。
- 座席布地はブルーの塩化ビニール張り[33]。
- 床はリノリウム張り[33]。
- 屋根上のベンチレーターは押込み形9基[34]。
- 台車：TR45A[17]

1953年度（1953年度予算） ：サロ46011 - 46016
- 乗降扉の窓をHゴム支持に変更。
- 座席布地をサランに変更[20][34]。
- 側面窓のカーテンをサランに変更[35]。
- 内装をニス塗りから塗りつぶしに変更。
- ベンチレーターの形状を変更するとともに8基の配置として[20]、トイレ・洗面所上部のベンチレーターを省略。
- 台車をTR48Aに変更[20]。

1955年度（1955年度1次予算）
- ベンチレーターをトイレ・洗面所上部にも設置して9基に変更[22]。

本形式では座席の布地に化学繊維を多用していることが特徴であるが、後年に従来のモケット張りに変更された。
1959年6月1日の車両称号規程改正による改番でサロ75形に変更され、あわせて同改正では旧形電車は車番を000から開始することとれたために旧番号-1で改番された。
- サロ46001 - 46018→サロ75000 - 75017

### 製造年別一覧
| 製作年度     | 予算区分       | 製造所       | 日支              | 汽車                    | 新潟     | 日車        | 東急     | 日立      | 帝国     | 宇都宮   | 近車              | 川車                    | 大井工    | 計                      | 計    |
| 製作年度     | 予算区分       | 形式         | 日支              | 汽車                    | 新潟     | 日車        | 東急     | 日立      | 帝国     | 宇都宮   | 近車              | 川車                    | 大井工    | 番号                    | 両数  |
| ------------ | -------------- | ------------ | ----------------- | ----------------------- | -------- | ----------- | -------- | --------- | -------- | -------- | ----------------- | ----------------------- | --------- | ----------------------- | ----- |
| 1950年度     | 1950年度       | モハ70形     | 001, 002 117      | 005 - 008               | 009      | 109 - 112   | 010      | 115, 116  | 103, 104 | 003, 004 | 101, 102 113, 114 | 105 - 108               |           | 001 - 010 101 - 117     | 67両  |
| 1950年度     | 1950年度       | クハ76形     | 001, 002 027, 028 | 013 - 016               | 025, 026 | 017 - 020   | 029, 030 | 023, 024  | 005, 006 | 011, 012 | 003, 004 021, 022 | 007 - 010               |           | 001 - 030               | 67両  |
| 1950年度     | 1950年度       | サロ46形     | 001, 002          |                         |          |             |          |           | 005, 006 |          | 003, 004          | 007 - 010               |           | 001 - 010               | 67両  |
| 1951年度     | 1951年度       | モハ70形     |                   |                         |          | 023 - 032   |          | 011 - 022 |          |          |                   | 033 - 042               | 801 - 804 | 011 - 042 801 - 804     | 51両  |
| 1951年度     | 1951年度       | モハ71形     |                   |                         |          |             |          |           |          |          |                   |                         | 001       | 001                     | 51両  |
| 1951年度     | 1951年度       | クハ76形     |                   |                         |          | 037 - 043奇 |          | 031 - 036 |          |          |                   | 045 - 051奇             |           | 031-036 037-051奇       | 51両  |
| 1952年度     | 1952年度       | モハ70形     |                   |                         |          |             |          |           |          |          |                   | 043 - 048               |           | 043 - 048               | 29両  |
| 1952年度     | 1952年度       | モハ71形     |                   |                         |          | 006 - 013   |          |           |          |          | 014 - 017         |                         |           | 006 - 017               | 29両  |
| 1952年度     | 1952年度       | クハ76形     |                   |                         |          | 057 - 060   |          |           |          |          | 061 - 063         | 053 - 056               |           | 053 - 063               | 29両  |
| 1953年度     | 1953年度       | サロ46形     |                   |                         |          |             |          |           |          |          |                   | 011 - 016               |           | 011 - 016               | 6両   |
| 1954年度     | 1954年度       | モハ70形     | 049 - 052         |                         |          |             |          |           |          |          |                   |                         |           | 049 - 052               | 6両   |
| 1954年度     | 1954年度       | クハ76形     | 065, 067          |                         |          |             |          |           |          |          |                   |                         |           | 065, 067                | 6両   |
| 1955年度     | 1955年度1次    | モハ70形     | 053 - 061         |                         |          |             |          |           |          |          |                   |                         |           | 053 - 061               | 15両  |
| 1955年度     | 1955年度1次    | クハ76形     | 064, 066 069, 071 |                         |          |             |          |           |          |          |                   |                         |           | 064, 066 069, 071       | 15両  |
| 1955年度     | 1955年度1次    | サロ46形     |                   |                         |          |             |          |           |          |          |                   | 017, 018                |           | 017, 018                | 15両  |
| 1955年度     | 1955年度3次    | モハ70形     | 062 - 064         |                         |          |             |          |           |          |          |                   | 065 - 074               |           | 062 - 074               | 23両  |
| 1955年度     | 1955年度3次    | クハ76形     |                   |                         |          |             |          |           |          |          |                   | 068 - 076偶 073 - 081奇 |           | 068 - 076偶 073 - 081奇 | 23両  |
| 1956年度     | 1956年度       | モハ70形     |                   | 075 - 092               |          |             |          |           |          |          |                   |                         |           | 075 - 092               | 29両  |
| 1956年度     | 1956年度       | クハ76形     |                   | 078 - 086偶 083 - 093奇 |          |             |          |           |          |          |                   |                         |           | 078 - 086偶 083 - 093奇 | 29両  |
| 1957年度     | 1957年度債務   | モハ70形     |                   | 093 - 097 120 - 126     |          |             |          |           |          |          |                   |                         |           | 093 - 097 120 - 126     | 20両  |
| 1957年度     | 1957年度債務   | クハ76形     |                   | 088 - 094偶 095 - 101奇 |          |             |          |           |          |          |                   |                         |           | 088 - 094偶 095 - 101奇 | 20両  |
| 1957年度     | 1957年度本予算 | モハ70形     |                   | 300 - 319               |          |             |          |           |          |          |                   |                         |           | 300 - 319               | 36両  |
| 1957年度     | 1957年度本予算 | クハ76形     |                   | 300 - 315               |          |             |          |           |          |          |                   |                         |           | 300 - 315               | 36両  |
| 製造所別両数 | 製造所別両数   | 製造所別両数 | 31両              | 93両                    | 3両      | 34両        | 3両      | 22両      | 6両      | 4両      | 17両              | 64両                    | 5両       | 282両                   | 282両 |

| 製作年度 | 予算区分       | 形式     | 番号                    | 台枠   | 正面窓 | 戸袋窓   | 床板/屋根板 | 雨樋 | 主制御器 | 主電動機 | 台車  | 電動発電機     | 簡易運転台 |
| -------- | -------------- | -------- | ----------------------- | ------ | ------ | -------- | ----------- | ---- | -------- | -------- | ----- | -------------- | ---------- |
| 1950年度 | 1950年度       | モハ70形 | 001 - 010 101 - 117     | UF132  | -      | 木製枠   | 木製        | 木製 | CS10     | MT40A    | DT16  | MH49-DM28      | ×          |
| 1950年度 | 1950年度       | クハ76形 | 001 - 030               | UF133  | 木製枠 | 木製枠   | 木製        | 木製 | -        | -        | TR45  | 偶:MH49-DM28   | -          |
| 1950年度 | 1950年度       | サロ46形 | 001 - 010               | UF134  | -      | -        | 木製        | 鋼製 | -        | -        | TR45A | -              | -          |
| 1951年度 | 1951年度       | モハ70形 | 011 - 042 801 - 804     | UF132  | -      | 木製枠   | 木製        | 木製 | CS10     | MT40A    | DT16  | MH49-DM28      | ×          |
| 1951年度 | 1951年度       | モハ71形 | 001                     | UF132  | -      | 軽合金枠 | 鋼製        | 鋼製 | CS10A    | MT40A    | DT15  | MH49-DM28      | ×          |
| 1951年度 | 1951年度       | クハ76形 | 031 - 036 037 - 051奇   | UF133  | 木製枠 | 木製枠   | 木製        | 木製 | -        | -        | TR45  | 偶:MH49-DM28   | -          |
| 1952年度 | 1952年度       | モハ70形 | 043 - 048               | UF132A | -      | 木製枠   | 木製        | 木製 | CS10A    | MT40A    | DT17  | MH49-DM28      | ×          |
| 1952年度 | 1952年度       | モハ71形 | 006 - 017               | UF132A | -      | 木製枠   | 木製        | 木製 | CS10A    | MT40A    | DT17  | MH49-DM28      | ×          |
| 1952年度 | 1952年度       | クハ76形 | 053 - 063               | UF133  | Hゴム  | 木製枠   | 木製        | 木製 | -        | -        | TR48  | 偶:MH49-DM28   | -          |
| 1953年度 | 1953年度       | サロ46形 | 011 - 016               | UF134  | -      | -        | 木製        | 鋼製 | -        | -        | TR48A | -              | -          |
| 1954年度 | 1954年度       | モハ70形 | 049 - 052               | UF132A | -      | Hゴム    | 木製        | 木製 | CS10A    | MT40B    | DT20  | MH49-DM28      | ×          |
| 1954年度 | 1954年度       | クハ76形 | 065, 067                | UF133  | Hゴム  | Hゴム    | 木製        | 木製 | -        | -        | TR48  | -              | -          |
| 1955年度 | 1955年度1次    | モハ70形 | 053 - 061               | UF132A | -      | Hゴム    | 鋼製        | 木製 | CS10A    | MT40B    | DT17  | MH77B-DM73B    | ×          |
| 1955年度 | 1955年度1次    | クハ76形 | 064, 066 069, 071       | UF133  | Hゴム  | Hゴム    | 木製        | 木製 | -        | -        | TR48  | 偶:MH77B-DM73B | -          |
| 1955年度 | 1955年度1次    | サロ46形 | 017, 018                | UF134  | -      | -        | 木製        | 鋼製 | -        | -        | TR48A | -              | -          |
| 1955年度 | 1955年度3次    | モハ70形 | 062 - 074               | UF132A | -      | Hゴム    | 鋼製        | 木製 | CS10A    | MT40B    | DT20  | MH77B-DM73B    | ○          |
| 1955年度 | 1955年度3次    | クハ76形 | 068 - 076偶 073 - 081奇 | UF133  | Hゴム  | Hゴム    | 木製        | 木製 | -        | -        | TR48  | 偶:MH77B-DM73B | -          |
| 1956年度 | 1956年度       | モハ70形 | 075 - 092               | UF132A | -      | Hゴム    | 鋼製        | 鋼製 | CS10A    | MT40B    | DT20A | MH77B-DM73B    | ○          |
| 1956年度 | 1956年度       | クハ76形 | 078 - 086偶 083 - 093奇 | UF133  | Hゴム  | Hゴム    | 鋼製        | 鋼製 | -        | -        | TR48  | 偶:MH77B-DM73B | -          |
| 1957年度 | 1957年度債務   | モハ70形 | 093 - 097 120 - 126     | UF132A | -      | Hゴム    | 鋼製        | 鋼製 | CS10A    | MT40B    | DT20A | MH77B-DM73B    | ○          |
| 1957年度 | 1957年度債務   | クハ76形 | 088 - 094偶 095 - 101奇 | UF133  | Hゴム  | Hゴム    | 鋼製        | 鋼製 | -        | -        | TR48  | 偶:MH77B-DM73B | -          |
| 1957年度 | 1957年度本予算 | モハ70形 | 300 - 319               | UF132A | -      | Hゴム    | 鋼製        | 鋼製 | CS10A    | MT40B    | DT20A | MH77B-DM73B    | ○          |
| 1957年度 | 1957年度本予算 | クハ76形 | 300 - 315               | UF133  | Hゴム  | Hゴム    | 鋼製        | 鋼製 | -        | -        | TR48  | 偶:MH77B-DM73B | -          |

### 改造形式

#### サハ75形（2代）
横須賀線用のサロ75形は、地方転出に伴い二等車に改造されることとなり、1965年から1966年にかけて13両がサハ75形（2代）二等車（現・普通車）となった。なお、車両番号は形式変更前のままである。
- サロ75000・75001・75003・75004・75007・75009 - 75016→サハ75同番号

#### クハ75形
サロ75形のうち、1967年改造の5両は長岡第二機関区（現・長岡車両センター）への転出に際し、二等車化と同時に以下の通りの先頭車化改造を施工し、クハ75形とした。 なお、同時に3扉化する計画と形式図も存在した  。主な改造内容は以下の通り。
- 前位側に切妻構造の高運転台を取付。
- 前位客用扉とその隣の側面窓を撤去し、新たに1000mm幅の片引扉を設置。
- 前位客用扉直後に取外した座席を流用したロングシートを設置。
- 上記改造によって窓配置はdD7D1となった。
- 先頭部屋根上にホイッスルを装備。
- ジャンパ連結器を連結器の左右両側に配置した奇数・偶数を分けない両渡り構造に変更。
- 偶数車の床下に出力3kWのMH77B-DM43B電動発電機を設置。

車両番号はサハ75形と同じく改造前のままである。  
- サロ75002・75005・75006・75008・75017→クハ75同番号

#### サハ75形100番台
中央西線および飯田線のサハ75形に3扉化改造を1969年に施工した。
- 車体中央部に幅1000mmの客用扉を設置。
- 新設ドア周囲に取外した座席を流用したロングシートを設置。
- 上記改造によって窓配置は  D4D3D1 となった。

なお、手続上の都合で改造と改番は同時ではない。
- サハ75003・75007・75010 - 75016→サハ75101 - 75109

#### クハ77形（2代）（サロ85形からの編入）
1968年の両毛線電化に際し不足する先頭車の補充として横須賀線のサロ85形6両を3扉化のうえ先頭車化改造を施工し、新形式のクハ77形（2代）とした。主な改造内容は以下の通り。
- 前位側に切妻の高運転台を取付。
- 前位客用扉とその隣の側面窓を撤去し、新たに1000mm幅の片引扉を設置。
- 車体中央部の側面窓1箇所を撤去し幅1000mmの片引扉を設置。
- 前位客用扉直後および中央部扉周囲に取外した座席を流用したロングシートを設置。
- 後位車端部のデッキ仕切を撤去。
- 上記改造によって窓配置はdD3D31Dとなった。
- ジャンパ連結器を連結器の左右両側に配置した奇数・偶数を分けない両渡り構造に変更。
- 偶数車の床下に出力3kWのMH77B-DM43B電動発電機を設置。

車両番号はクハ75形・サハ75形とは異なり、000から付番されている。  
- サロ85006・85011・85012・85020・85024・85030→クハ77000 - 77004・77006

本形式ならびに上述クハ75形は、クハ103-269以降の高運転台車に類似する前面スタイルで、80系のサロ85形やサハ87形を同様に先頭車化改造したクハ85形とともに独特の外観を持つグループとなったほか、改造前の仕様によりサロ85030改造のクハ77006のみ側窓が下降式（その他は上昇式）である。

## 改造

### クハ76形事故復旧
1957年5月14日に横須賀線東逗子 - 逗子間の池子踏切で在日米軍のトラックと衝突して脱線・大破したクハ76005を1958年6月に大井工場（現・東京総合車両センター）で、新造した300番台と類似の全金属車体を使用して復旧し、新番号のクハ76351となった。300番台との相違点は以下のとおり。
- 正面運転席の通風器を小型化し、運転台窓下部に2箇所（運転席と助士席）に設置。
- 連結面の雨樋縦管を車体内に内蔵[48]。
- 屋根上通風器の配置は1950年度製造のものを流用。
- 台車は従前からのTR45を流用[47]。
- ジャンパ連結器は奇数向きのみに設置[47]。

### 更新修繕
1950年度製造のモハ70形、クハ76形、サロ46→75形の計63両に対して、1959年から1960年にかけて以下の内容で更新修繕を施工した。
3形式共に施工
- 屋根および床板を鋼板とし、屋根には絶縁ビニールを貼付、床は床材貼りとする。
- 戸袋窓をHゴム化（ごく一部未施工箇所もある）。

モハ70形（70005 - 70010・70101 - 70117）
- 配電盤の大型化とこれによる2位側妻面窓の埋込み、1位側妻面窓のHゴム化。
- 将来の放送設備設置に備えて、東京地区向けのモハ70005 - 70010にも7芯のKE50Aジャンパ連結器を設置。

クハ76形（76001 - 76004・76006 - 76030）
- 運転台窓のHゴム化と運転台窓下部への通風器取付（クハ76351と同じもの）。
- 前面下部にタイフォンを2箇所取付。
- 運転台扉と客室扉の間に室内環境改善のために小窓（300番台の幅420 mmに対して更新修繕車は幅360 mm）を取付。
- トイレを長さ1750 mm×幅820 mmから1265 mm×790 mmに縮小して、この部分の窓配置を変更するとともに、トイレ対面座席をクロスシート化。
- 上記改造により窓配置が1dD6D6D2から1d1D6D6D2（トイレのない側）、1d1D6D6D11（トイレ側）となる。

サロ46→75形（46004 - 46005・46008・75000 - 75002・75005 - 75009）
- 将来の放送設備設置に備えて7芯のKE50Aジャンパ連結器を設置。

### モハ70形→71形編入改造
1960年に横須賀線のモハ70形のうち4両に以下の通り改造を施工してモハ71形とした。なお、豊川分工場施工のモハ71020・71021の2両は工場のミスによりぶどう色で出場し、1961年9月にスカ色へ変更された。
- モハ70形と同様の更新改造を実施。
- 歯車比を2.56から2.87に変更。
- 屋根を低屋根化し、屋根高さ、パンタグラフ折畳高さをモハ72850番台と同じ3514 mm、3969 mmに変更[注釈 29]

改造前後の番号は以下の通り。
| 改造前    | 改造後    |
| モハ70002 | モハ71018 |
| モハ70003 | モハ71019 |
| モハ70001 | モハ71020 |
| モハ70004 | モハ71021 |

### モハ71001の一般化改造
1962年に全金属試作車のモハ71001に対して下記の内容で一般化改造を施工した。
- 側面の開閉窓を通常のアルミサッシに、戸袋窓をHゴム支持のものに変更。
- 座席の布地をビニルクロスから通常のモケット張りに変更。
- 照明を蛍光灯化。
- パンタグラフをPS11からPS13へ変更。

### 投入線区向け特化改造
各地域の使用状況に応じた以下の改造を施工。
新潟地区
運転台正面窓のデフロスター装備や先頭台車へのスノープラウ装備といった一般的な寒冷・降雪地向け改造のほか、以下の通り改造を施工した。
- 主抵抗器など床下電機品に耐雪カバーを設置。
- 乗降扉を半自動化。
- クハ76形へのうち、前面下部にタイフォン2箇所を装備する300番台および更新修繕実施車はその一方に耐雪カバーを設置。
- 300番台および更新修繕実施車以外のクハ76形は運行番号表示器の部分にタイフォンを設置し、耐雪カバーを設置。
- クハ76形奇数車の一部に電動発電機を設置。

仙石線
- 1971-72年に仙石線のモハ70形4両のうち3両（モハ70123 - 70125）の通風器を押込型に換装[51]。

中央西線・長野地区
- 1976-77年に、長野地区に隧道の多い篠ノ井線での運行に備え、クハ76形のうちクハ76021・76073・76075の3両に前照灯のシールドビーム2灯化を施工。
- 1973年7月の中央西線・篠ノ井線全線電化以降、両線の狭小トンネルに対応するため、モハ70形23両のパンタグラフを同年に開発された、最小折りたたみ高さを縮小したPS23に換装した。

## 運用

### 新製配置地区
横須賀線用には本系列全体の50%強となる155両が田町電車区（→田町車両センター→現・東京総合車両センター田町センター）に、京阪神緩行線用には1/4弱の65両が明石電車区（現・網干総合車両所明石支所）・宮原電車区（現・網干総合車両所宮原支所）・高槻電車区（現・網干総合車両所高槻支所）を配置し、輸送力増強ならびに戦後混乱期に両線区に配属されていた63系や旧型車の置換えに寄与した。
中央東線用には1952年に全体の10%弱の28両を三鷹電車区（現・三鷹車両センター）に配置し、富士急行への乗り入れや臨時列車にも充当された。
阪和線用には1955年に全体の1/8強の34両を鳳電車区（後の日根野電車区→現・吹田総合車両所日根野支所）に配置し、同線の特急（のちの快速、新快速）・急行（のちに直行を経て区間快速）を中心に運用され、従来の阪和形電車や52系に代わって主力車両となった。
| 製作年度 | 予算区分       | 形式     | 番号                    | 横須賀線                   | 東海道・山陽緩行線   | 東海道・山陽緩行線 | 東海道・山陽緩行線         | 中央東線        | 阪和線                     | 両数  |
| 製作年度 | 予算区分       | 形式     | 番号                    | 田町電車区                 | 明石電車区           | 宮原電車区         | 高槻電車区                 | 三鷹電車区      | 鳳電車区                   | 両数  |
| -------- | -------------- | -------- | ----------------------- | -------------------------- | -------------------- | ------------------ | -------------------------- | --------------- | -------------------------- | ----- |
| 1950年度 | 1950年度       | モハ70形 | 001 - 010 101 - 117     | 10両（001-010）            | 14両（101-114）      | 3両（115-117）     | -                          | -               | -                          | 27両  |
| 1950年度 | 1950年度       | クハ76形 | 001 - 030               | 30両（001-030）            | -                    | -                  | -                          | -               | -                          | 30両  |
| 1950年度 | 1950年度       | サロ46形 | 001 - 010               | 10両（001-010）            | -                    | -                  | -                          | -               | -                          | 10両  |
| 1951年度 | 1951年度       | モハ70形 | 011 - 042 801 - 804     | 32両（011-042）            | -                    | -                  | -                          | 4両（801-804）  | -                          | 36両  |
| 1951年度 | 1951年度       | モハ71形 | 001                     | -                          | -                    | -                  | -                          | 1両（001）      | -                          | 1両   |
| 1951年度 | 1951年度       | クハ76形 | 031-036 037-051奇       | 14両（031-036 037-051奇）  | -                    | -                  | -                          | -               | -                          | 14両  |
| 1952年度 | 1952年度       | モハ70形 | 043 - 048               | 6両（043-048）             | -                    | -                  | -                          | -               | -                          | 6両   |
| 1952年度 | 1952年度       | モハ71形 | 006 - 017               | -                          | -                    | -                  | -                          | 12両（006-017） | -                          | 12両  |
| 1952年度 | 1952年度       | クハ76形 | 053 - 063               | -                          | -                    | -                  | -                          | 11両（053-063） | -                          | 11両  |
| 1953年   | 1953年度       | サロ46形 | 011 - 016               | 6両（011-016）             | -                    | -                  | -                          | -               | -                          | 6両   |
| 1954年度 | 1954年度       | モハ70形 | 049 - 052               | -                          | 4両（049-052）       | -                  | -                          | -               | -                          | 4両   |
| 1954年度 | 1954年度       | クハ76形 | 065, 067                | -                          | 2両（065, 067）      | -                  | -                          | -               | -                          | 2両   |
| 1955年度 | 1955年度1次    | モハ70形 | 053 - 061               | 6両（056-061）             | 3両（053-055）       | -                  | -                          | -               | -                          | 9両   |
| 1955年度 | 1955年度1次    | クハ76形 | 064, 066 069, 071       | 4両（064, 066 069, 071）   | -                    | -                  | -                          | -               | -                          | 4両   |
| 1955年度 | 1955年度1次    | サロ46形 | 017, 018                | 2両（017, 018）            | -                    | -                  | -                          | -               | -                          | 2両   |
| 1955年度 | 1955年度3次    | モハ70形 | 062 - 074               | -                          | 4両（062-065）       | 3両（066-068）     | -                          | -               | 6両（069-074）             | 13両  |
| 1955年度 | 1955年度3次    | クハ76形 | 068 - 076偶 073 - 081奇 | -                          | 2両（068, 070）      | 2両（079, 081）    | -                          | -               | 6両（072-077）             | 10両  |
| 1956年度 | 1956年度       | モハ70形 | 075 - 092               | 9両（084-092）             | 5両（077-081）       | -                  | 2両（082-083）             | -               | 2両（075, 076）            | 18両  |
| 1956年度 | 1956年度       | クハ76形 | 078 - 086偶 083 - 093奇 | 1両（093）                 | 3両（084, 086, 091） | -                  | 5両（080, 082 085-089奇）  | -               | 2両（078, 083）            | 11両  |
| 1957年度 | 1957年度債務   | モハ70形 | 090 - 097 120 - 126     | 5両（093-097）             | -                    | -                  | 7両（120-126）             | -               | -                          | 12両  |
| 1957年度 | 1957年度債務   | クハ76形 | 088 - 094偶 095 - 101奇 | 2両（088, 095）            | -                    | -                  | 6両（090-094偶 097-101奇） | -               | -                          | 8両   |
| 1957年度 | 1957年度本予算 | モハ70形 | 300 - 319               | 11両（300-310）            | -                    | -                  | -                          | -               | 9両（311-319）             | 20両  |
| 1957年度 | 1957年度本予算 | クハ76形 | 300 - 315               | 7両（300-306偶 301-305奇） | -                    | -                  | -                          | -               | 9両（308-314偶 307-315奇） | 16両  |
| 両数     | 両数           | 両数     | 両数                    | 155両                      | 65両                 | 65両               | 65両                       | 28両            | 34両                       | 282両 |

#### 横須賀線
1950年頃の横須賀線は更新修繕を実施した32系、40系などと関西から転入した42系によって運行され、各編成には連合軍専用車1両が連結されていた。1951年2-3月にモハ70形10両（70001 - 70010）・クハ76形30両（76001 - 76030）・サロ46形が10両（46001 - 46010）の合計50両が、同年秋にはモハ70形32両（70011 - 70042）・クハ76形14両（76031 - 76051 うち76037 - 76051は奇数のみ）の計46両が落成し、32系・42系などと組んで運行を開始。40系、サハ48形・サロ45形を除く32系と、42系のモハ42形（一部）・クハ58形を置換え、本系列が横須賀線の主力となったが、1952-53年にクハ76形5両が中央東線へ、1957-58年にモハ70形2両が関西地区に転出している。なお、新製車にクハ76形が多いのは、当時の基本編成・付属編成の先頭車には極力クハ76形を充当して、戦災から復興する横須賀線のイメージアップを図る目的があったためである。また、当初の導入計画は以下の通りであった。
- クハ47形と、すでに静岡地区に転出していたクハ58形を再度横須賀線に戻した上でクハ76形と同様の運転台に改造する。
- モハ42形・モハ43形は主電動機をMT40に交換して出力増強を図る一方、モハ32形などの全長17mの電動車は転出させてその分だけのモハ70形を新製する。

しかし、この計画はモハ43形の出力増強が1951年から1953年にかけて7両に施工された段階で変更となり、モハ42形・モハ43形も順次転出させてその分もモハ70形を新製する計画に改められ、クハ47形・クハ58形の運転室改造工事も63系の72系化改造を優先させるため中止された。戦後混乱期から本系列導入に至るまでの、横須賀線（および東海道線）の電車を所管する田町電車区（伊東支区を除く）の配置は以下の通りであった。
|                | 32系 | 42系 | 52系 | 51系 | 40系 | 30系 | 31系 | 33系 | 50系 | 63系 | 70系   | 70系   | 70系 | 70系 | (80系) | 木造 | 合計 |
| -------------- | ---- | ---- | ---- | ---- | ---- | ---- | ---- | ---- | ---- | ---- | ------ | ------ | ---- | ---- | ------ | ---- | ---- |
| モハ70         | 32系 | 42系 | 52系 | 51系 | 40系 | 30系 | 31系 | 33系 | 50系 | 63系 | クハ76 | サロ46 | 小計 |      | (80系) | 木造 | 合計 |
| 1947年6月1日   | 68   | 4    |      | 3    | 15   | 11   | 2    |      | 1    | 10   |        |        |      |      |        | 5    | 119  |
| 1949年5月1日   | 75   | 3    |      | 3    | 15   | 11   | 3    |      | 6    | 56   |        |        |      |      |        | 1    | 173  |
| 1951年1月1日   | 69   | 35   | 5    | 2    | 28   |      | 3    |      | 2    |      |        |        |      |      | 174    |      | 318  |
| 1953年7月1日   | 23   | 21   | 5    |      | 1    |      | 2    | 2    |      |      | 48     | 41     | 10   | 99   | 201    | 1    | 355  |
| 1. 2. 3. 4. 5. |      |      |      |      |      |      |      |      |      |      |        |        |      |      |        |      |      |

当時の編成は基本編成が7両編成、付属編成が4両もしくは5両編成で基本編成にはサロ2両とサロ1両の2種があり、サロ2両組込みの基本編成は、うち1両を極力サロ46形として洗面所を確保したほか、1957年10月のダイヤ改正では付属編成がすべて5両編成となっている。この時点での編成例を以下に示す。
| ← 横須賀東京 → |          |            |          |          |          |          |   |               |          |            |            |          |
| 基本編成       | 基本編成 | 基本編成   | 基本編成 | 基本編成 | 基本編成 | 基本編成 | × | 付属編成      | 付属編成 | 付属編成   | 付属編成   | 付属編成 |
| クハ 76        | モハ 70  | サロ 46/45 | サロ 46  | モハ 70  | モハ 70  | クハ 76  | × | モハ 43       | サハ 48  | モハ 70/43 | クハ 76    |          |
| クハ 76        | モハ 70  | サロ 46    | モハ 70  | サハ 48  | モハ 70  | クハ 76  | × | モハ43 クハ76 | モハ 70  | サハ 48    | モハ 70/43 | クハ 76  |

本系列の増備に伴って横須賀線のダイヤも整備され、1950年代前半にはラッシュ時15分・日中30分ヘッドのパターンダイヤとなった。
その後は沿線人口の増加や1952年の東逗子駅開業などによる乗客の増加に対応するため、増備で輸送力強化を図ったが、それでも輸送需要の伸びが旺盛であったことから、1959年2月1日から川崎駅へ停車するようになるのとあわせて終日15分ヘッド基準のダイヤとなったほか、これにあわせて基本・付属編成を共通の6両編成に順次変更し、不足する二等車は1959年4月以降に80系のサロ85形で補充した。これによりラッシュ時には2本併結の12両編成、日中は単独の6両編成での運転とした一方で、横須賀 - 久里浜間では輸送需要に合わせ、日中に2両編成の区間列車の運転が15分ヘッドで開始され、基本編成から分割したモハ43・53形とクハ76・47形の2両編成が使用された。この時点での主な編成例を以下に示す。
| ← 横須賀東京 → |         |               |         |            |         |
| クハ 76        | モハ 70 | サロ 46/45/85 | モハ 70 | モハ 70    | クハ 76 |
| クハ 76        | モハ 70 | サロ 46/45/85 | モハ 70 | モハ 43/53 | クハ 76 |
| モハ 43/53     | サハ 48 | サロ 46/45/85 | モハ 70 | モハ 70    | クハ 76 |

1960年4月20日には横須賀線で使用する本系列151両ほか計185両が田町電車区から新設された大船電車区（現鎌倉車両センター）に移った。その後も引き続き混雑緩和が必要であったことから、1959-62年に中央線快速・山手線、城東線・西成線→大阪環状線に101系を投入して捻出した40系と72系を京阪神緩行線に投入し、捻出したモハ70形22両とクハ76形13両の計35両（34両・36両という説もある）を横須賀線に転用し、不足するサロは湘南電車や準急「東海」・「比叡」への153系投入で余剰となったサロ85形計10両（前述の6両編成化での補充分を含む）を1959-62年度にかけて充当した。これにより、横須賀線用の本形式はピーク時の1962-63年には179両に達した。
1962年から111系が、1963年12月（もしくは1964年2月）には出力強化型の113系が横須賀線に投入され、置換えられた70系は1964年以降新規電化区間や客車列車の電車化に転用され、1965年度末時点では70系が基本・付属6両×16編成、113系が基本7両3編成/10両7編成・付属5両10編成の運用となっており、その後1968年1月までに全車転出した。
伊東線
1949年5月15日に電化され、田町電車区伊東支区の32系と42系計9両で運行を開始した伊東線では、その後31系や40系も配置されたが、本系列もクロハ49形（のちのサロハ49形）やクハニ67形・32系・42系・72系などとのローカル列車に使用されていた。1961年の伊豆急行線開業後はそれまでの5両編成から7両編成となった後、1964年7月に113系に代替されている。
東海道線
東海道線では、1948年11月から横須賀線電車による東海道線平塚までの運行に使用されている。
高崎線・上越線
高崎線は1952年4月1日に電化され、同年10月1日からと熊谷までの電車運転が開始されており、横須賀線の付属4編成が使用され、当初は3往復、1954年4月のダイヤでは4往復の運転となっていた。また、1954年11月から翌年1月までは上野 - 石打間に横須賀線の本系列7両編成に防雪改造を実施した編成による休日運転の臨時電車が運行され、1955年2月には水上 - 石打間で本系列を使用した耐雪試験が実施されている。

#### 京阪神緩行線
1951年2-3月にモハ70形が17両配置された。塗装がぶどう色一色であることや51系と混結しての輸送力増強が目的であったことや、ジャンパ連結器の構成が異なることから100番台に区分された。その後、1954年から1957年にかけてモハ70形とクハ76形（100番台には区分されていない）が増備され、51系のモハ51・54形、クハ68形、クロハ69形と編成を組み、以下の例のように、昼間時には基本編成のような4両編成を主体に、ラッシュ時には京都側に付属編成を連結して運用された。
| ← 西明石京都 → |          |          |           |            |            |
| 基本編成       | 基本編成 | 基本編成 | 基本編成  | 付属編成   | 付属編成   |
| クハ 76/68     | モハ 70  | モハ 70  | クロハ 69 | モハ 51/54 | クハ 76/68 |

京阪神緩行線運用では代用「急電」（のちの快速）でも運用された。1950年11月から急電に投入された80系は翌年からサハ87形を組込んで5両編成となり、ラッシュ時20分毎、日中30分毎で運行していた。しかし予備編成が1編成のみであり、1952年夏期の日中に須磨まで延長運転した際に編成数が不足したため、運用に余裕のあったセミクロスシート化改造のクハ55形とモハ70形のぶどう色のままの5両編成で、客用ドア横に急行表示を、前面に急電羽根型ヘッドマークを装着して運行された。
| ← 須磨京都 → |            |            |            |            |
| クハ 55064   | モハ 70117 | モハ 70116 | モハ 70115 | クハ 55087 |

この編成は塗色がぶどう色のままだったため誤乗車が相次ぎ、乗客からの苦情が多発したため、翌1953年の夏期運用時に再度急電を須磨まで延長した際には、秋以降の急電増発も考慮して塗装をマルーンとクリームの関西急電色に変更し、中央客扉の締切と座席の仮設、ヘッドマークの装着をした状態で運行された。
| ← 須磨京都 → |            |            |            |            |
| クハ 68078   | モハ 70116 | クハ 68060 | モハ 70115 | クハ 68009 |

夏期運用終了の9月1日には急電は終日20分ヘッドとなって代用編成は秋以降も運用され、1954年4月の新長田駅開業に伴う朝ラッシュ時の鷹取駅延長もあったために1年以上運用され、1954年12月の80系1編成の増備に伴い現状復帰された。
その後は、後述する中央東線から「山スカ」モハ71形とクハ76形を借り入れて運用した。また、1950年代後半にはモハ70形とクハ76形による代用快速で運用されたが、この際は短期間運用のため塗色変更は行われていない。1960年代前半には、湖東線の臨時列車に本系列のみの編成が投入された。
1964年以降の横須賀線への111・113系投入に伴い、20両弱が京阪神緩行線に転入して京阪神緩行線のロングシート化に一時的な歯止めをかけたが、その後阪和線快速の輸送力増強や新潟地区電化に転用され、1964年9月には京阪神緩行線用の本系列は10両となった。
その後はロングシート化の進展、1969年10月から103系が投入されたことに伴って最後まで残っていたモハ70形が1971年9月に転出し、本地区での運用が終了した。

#### 中央東線
中央東線の山岳区間の浅川駅（現・高尾駅） - 与瀬駅（現・相模湖駅）間の電車運転に際しては、1936年にパンタグラフ折畳高さを4150 mm以下とすることが定められ、指定された車両のみが運行可能とされていた。その後1948年に大月駅まで、翌年に富士山麓電気鉄道河口湖線（現在は富士山麓電気鉄道富士急行線と案内される）の河口湖駅まで乗り入れた際には、モハ33・34・41形のほか、後には本系列や80系が運行されたが、桜木町事故後にこの区間の狭小トンネル内でのパンタグラフ折畳高さが4000 mmに縮小された。この対策として30系のダブルルーフをシングルルーフに改造したモハ30300番台およびモハ30500番台を投入し、その間にモハ71形を改造・新造してこれらの車両を置き換えた。
1952年の三鷹電車区への導入当初はモハ71形71001-71005の5両とその後導入されたモハ71000のみで、塗装は在来車と同じぶどう色であったが、同年12月から1953年2月にかけてクハ76形11両とモハ71形12両が新製投入され、あわせて1952-53年に横須賀線からクハ76形5両が転入してモハ71形・クハ76形の編成となった際に全車スカ色となり、通称「山スカ」と呼ばれた。また、当時の中央東線の定期運用は河口湖直通列車と一部のローカル列車のみだったことから運用に余裕があったため、電化区間であればほとんどの線区に入線可能といった特性を活かして、行楽や「自然科学電車」という遠足用をはじめとした波動団体臨時で運用されたが、波動運用は1950年代後半に入ると減少した。
1954年6月から1956年11月にかけて常磐線電車の有楽町駅乗り入れにより車両が不足したため松戸電車区（現・松戸車両センター）に貸出されたほか、関西急電の80系が更新修繕で編成不足となるため1954年11-12月に宮原電車区に貸出され、中央の客扉を締切として急電運用に投入された。このときの編成は下表上段の通りで、同時に下段の編成が普通電車用として貸出された。
| ← 大阪京都 → |            |            |            |            |
| クハ 76062   | モハ 71015 | モハ 71014 | モハ 71013 | クハ 76061 |
| クハ 76056   | モハ 71012 | モハ 71009 | モハ 71008 | クハ 76055 |

その後1956年製の72系山岳対応車のモハ72850番台15両（モハ71形改造車の転入時にうち4両が転出）が1959年に、同時期にクハ79形が三鷹電車区に転入した一方、横須賀線から1960年にモハ70形→モハ71形改造車4両が、1965年にクハ76形が同区に転入し、本系列は1965年には43両となった。モハ72形850番台やクハ79形を編成中に組込んだ4両編成で運用され、主に中央東線ローカル列車に使用されて客車列車を電車化しており、当時の主な編成例は以下の通りであった。
| ← 甲府新宿 → |         |         |         |
| クハ 76      | モハ 71 | モハ 71 | クハ 79 |
| クハ 76      | モハ 72 | モハ 71 | クハ 76 |
| クハ 79      | モハ 71 | モハ 72 | クハ 76 |

本系列は1966年から配置された115系とも共に運用され、電化区間の延伸に伴って小淵沢駅まで運用区間を拡大したが、1975年から1976年にかけて中央東線に冷房車の115系300番台が新製・投入されたことにより、1976年1-3月に広島運転所へ39両（モハ71形21両、クハ76形18両）が転出して呉線等で運用され、残るクハ76形クハ76045・76071の2両は72系とともに波動輸送用として引続き三鷹配置とされた。

#### 阪和線
戦前の阪和電気鉄道時から電車による高速運転を行っていた阪和線は、戦時中の荒廃からの復興には時間を要したが、1950年に京都 - 神戸間の急電を80系に置換えて捻出した「流電」52系や半流43系の3両編成4本を新設の特急と従来の急行に投入した。これらの車両は利用者から好評であり特急や急行も増発されたが、利用者の増加のペースも速く、2扉車はラッシュ時の乗降に時間がかかるようになった。また買収した阪和形電車も依然として運用されていたが、1950年代には国鉄標準仕様への改造工事を更新修繕と同時に実施していたため工場入場期間が長く、車両数は慢性的に不足していた。
その一方で、1954年に南海電気鉄道が南海本線の特急・急行用にオール転換クロスシート、2扉の11001系を投入して阪和線に対して質的優位に立ったため、国鉄も阪和線専用の新車投入を計画した。
以上の問題点とラッシュ時対応・乗り心地・居住性を考慮し、阪和色の70系4両4編成計16両を1955年11-12月に鳳電車区へ新製配置して特急・急行運用を中心に運用を開始し、さらに、1957年末から1958年初めにかけて300番台を18両投入して4両8編成と予備2両の合計34両の配置となった。これにより、1958年2月に52系と半流線型の42系が飯田線に転出し、本系列が阪和線の主力となった。阪和線では国電としては異例となる「特急」「急行」のヘッドマークを掲出して運用されたが、1958年10月の電車特急列車「こだま」の運行開始や紀勢西線直通の気動車準急列車「きのくに」の新設に伴い、「特急」が「快速」に、「急行」が「直行」にそれぞれ変更された。
1964年までに京阪神緩行線からの転入車も含めて4両12編成の48両となり、阪和形電車や40系などとともに快速・直行運用を中心に運用を続け、翌1965年から天王寺 - 鳳間で快速・直行の6両編成での運用が開始されると和歌山寄りに阪和形電車や40系の2両編成を増結した。
その後阪和色からスカ色への塗装が変更され、1968年からは103系が投入されて日中の快速運用はこれに代替されたため、70系は直行から改称された区間快速を中心に運用された。
1972年3月に阪和線にも新快速が設定され、東海道・山陽快速の113系冷房改造車が鳳電車区に転入し、本系列は余剰の8両が長野運転所（現・長野総合車両センター）に転出し、さらに翌1973年10月の関西本線湊町 - 奈良間の電化開業に際して、113系予備車の運用を阪和線・関西本線の共通運用としたことにより余剰となった本系列12両が長岡運転所（現・長岡車両センター）に転出して、阪和線には28両の配置となったが、40系や72系と編成を組んだ区間快速運用を中心に快速から普通までの種別で運用された。1974年以降の103系・113系の増備も6両編成で、ホーム有効長が4両分の駅が存在する日根野駅以南では快速以上の列車種別での運行であったため、4両編成で運転されていた同駅以南の各駅に停車する区間快速と普通列車は本系列をはじめとした旧形電車で運行されていた。
その後山手線・京浜東北・根岸線からの103系の転入の進捗に伴い、1976年11月に日根野以南の駅のホームを有効長4両分から6両分に延長して羽衣支線を除く阪和線全駅のホームが6両編成対応となり、旧型車も含めて天王寺 - 和歌山間が全て6両編成となった。この際に多くの旧型車が運用から外れた一方、本系列は20両が本系列単独もしくは中間にモハ72形を組込んだ6両編成で区間快速を中心に運用された。しかし、1977年3月15日に阪和線の新性能化が完了し、4月にモハ72形とともにさよなら運転を実施し、廃車となった4両を除く24両が福塩線に転出した。

### 転出線区

#### 新潟地区
1962年4月の信越本線長岡 - 新潟間電化開業時に京阪神緩行線からモハ70形5両がクハ68形5両とともに長岡第二機関区（現・長岡車両センター）に転入し、その後も横須賀線と京阪神緩行線から転入して、下表のような先頭車がクハ76形・クハ68形、中間車がモハ70形の4両編成で運用された。
| ← 新潟高崎 → |         |         |            |
| クハ 68/76   | モハ 70 | モハ 70 | クハ 68/76 |

運用開始直後の38豪雪や新潟地震といった災害発生時には、電車特有の機動力を発揮し有効性が証明された。運用区間は当初の新潟 - 長岡間から、上越線は高崎(一時期は10連で上野）まで、信越本線は電化区間の拡大により直江津から妙高高原までに拡大し、1972年の羽越本線と白新線電化に伴い、運転区間は交流電化区間との境界である村上駅まで延長され、北陸本線の一部区間を除く新潟県内の直流電化区間で運用された。
その間も中央西線や阪和線から本系列が、静岡運転所（現・静岡車両区）からサハ87形が転入した。1968年3月時点では78両（モハ70形39両、クハ76形20両、クハ75形5両、クハ68形10両、サハ85形2両、サハ75形2両）、1974年には最大となる106両（本系列87両、クハ68形12両、サハ85形2両、サハ87形5両）が配置された。下表のとおり4両または6両編成に組成され、これらを組合わせて4両、6両、8両、10両編成で運行されたほか、荷物電車2両を併結した12両編成でも運行されていた。
| ← 新潟高崎 →  |         |               |               |         |               |
| クハ 68/75/76 | モハ 70 | モハ 70       | クハ 68/75/76 |         |               |
| クハ 68/75/76 | モハ 70 | サハ 75/85/87 | モハ 70       | モハ 70 | クハ 68/75/76 |

1976年秋に首都圏地区の冷房化促進のために投入された115系300番台により捻出された0番台車が長岡所に転入し、本系列の一部車両が廃車となったほか、少数が信越本線長野ローカル用に転出し、置換えによる運用減で清水トンネルを通過する高崎までの運用がなくなった。
1977年以降に長岡所に115系1000番台を新製投入し、115系0番台は80系置換えのために広島地区に転出し、本系列は廃車となった。当初は1978年7月までに置換え完了の予定であったが、同年5月に発生した信越本線関山 - 妙高高原間での地すべりと6月の集中豪雨による柏崎駅冠水により計画が遅延し、開通区間運用のため、急遽休車中だった本系列で以下の通りの4M2Tの6両編成を組成して関山 - 直江津間で運用した。
| ← 関山直江津 → |            |            |            |            |            |
| クハ 76049     | モハ 70016 | モハ 70011 | モハ 70102 | モハ 70022 | クハ 76064 |

同年7月以降は115系の投入が順調に進み、8月23日に上記編成によるさよなら運転を実施し、新潟地区での運用を終了した。

#### 中央西線
1966年7月の名古屋 - 瑞浪間電化に際し、横須賀線と京阪神緩行線から大垣電車区（現・大垣車両区）に転入した本形式とクハ68形計72両が同区間で運用を開始した。同年10月からは運行区間を東海道本線浜松 - 米原間まで拡大して客車列車を電車化した。1968年には所属が新設の神領電車区（現・神領車両区）に74両（モハ70形39両、クハ76形24両、サハ75形5両、クハ68形6両）移管され、同年10月のダイヤ改正では中央西線の電化区間の延伸によって中津川駅まで運行区間が拡大した。
基本編成6両・付属編成4両で、ラッシュ時には10両編成で運行された。その後は東海道本線内の運用を80系に、中央西線ラッシュ時の運用の一部を72系にそれぞれ変更して運用規模を縮小し、余剰車は新潟や長野に転出した。
1973年の中央西線・篠ノ井線全線電化では坂下駅まで、1975年には南木曽駅まで運用区間を延長したほか、1976年には新規開通した岡多線に付属編成2本が投入された。
1978年7月から神領電車区に113系2000番台を配置して同年10月から岡多線に投入し、12月には全車を置換えた。同月17日に中津川 - 名古屋間でさよなら運転が実施された。なお、同時期に飯田線のサハ75形も廃車となった。

#### 高崎地区
1968年の両毛線電化に際し、横須賀線で最後まで運用されていた42両および、同じく横須賀線で運用されていたサロ85形を改造したクハ77形6両を4両編成に組替えて新前橋電車区（現・高崎車両センター）に配置した。
1970年の吾妻線長野原 - 大前間開業に伴い同線の一部運用も受持つことになった。吾妻線では4両編成で運行され、両毛線では4両編成に40系の2両編成を組合わせた4両、6両、10両編成で運行されており、1971年にモハ70形1両が仙石線に転出して41両の配置となったほかは動きはなかった。
1977年から115系1000番台への置換えが開始され、1978年3月9日に両毛線、同年3月25日に吾妻線の定期運用を終了し全車廃車となった。

#### 長野地区
1972年3月のダイヤ改正で、阪和線および中央西線から長野運転所に転入した本系列29両とクハ68形10両により信越本線長野地区で運転される普通列車を電車化しており、運用区間は軽井沢 - 柏崎間で、同時に投入された80系とは異なり横川 - 軽井沢間では運用されていないほか、妙高高原 - 柏崎間では新潟色車とスカ色車の両方が運用された。
1974年には長野運転所への381系増備に伴って普通列車用の本系列と80系は松本運転所（現・松本車両センター）に転出し、出入所運用として篠ノ井線松本駅まで運転区間を拡大した。また、輸送力増強のため、1975年に仙石線からモハ70形3両、1976年には新潟地区からモハ70形1両とクハ68形2両が転入し、1977年度末の時点ではモハ70形23両、クハ76形10両、クハ68形12両の計45両が配置されていた。
1976年1-2月の豪雪の際に信越国境の急勾配区間で本系列が空転を発生させ、多くの普通列車が遅延や運休した事態を憂慮した当時の長野鉄道管理局が国鉄本社に対して置換えを要請し、国鉄本社が当時推進していた地方線区近代化の一環として耐寒耐雪構造を強化した115系1000番台が松本運転所に配置となり、1978年1月に置換えを完了した。

#### 広島地区
電化後の呉線の普通列車は、EF58形牽引の客車列車は残ったものの、ローカル列車の主力は80系で、通勤列車は首都圏から転入した72系10両編成で運行されていた。しかし、72系はラッシュ時の詰込みはきくものの車内の居住性は客車列車や80系に比べて劣るものであり、利用者から不満の声が出ていた。
そのため、中央東線で115系300番台に置換えられた後、転出先の線区の選定が難航していた本系列を転用することとなり、1976年1-3月に三鷹配置車のうち、モハ71形全車とクハ76形のクハ76045・76071の2両を除く18両の合計39両が72系のクハ79形2両とともに転入した。従来から配置されていたウグイス色のモハ72形の一部と合わせて6両+4両の10両3編成および4両+4両の8両1編成で運用され、広・呉 - 広島間の通勤列車をはじめ、呉線経由で山陽本線糸崎までおよび、山陽本線広島 - 小郡（現・新山口）間で運行された。当時の編成の一例（1978年12月19日の呉線の70系最終列車の糸崎発広島行）は以下の通り。
| ← 広島糸崎 → |            |            |            |            |            |            |            |
| クハ 76034   | モハ 71012 | モハ 72063 | クハ 76017 | クハ 76306 | モハ 71002 | モハ 71005 | クハ 76061 |

呉線・山陽本線では1978年9月から広島運転所の2000番台などの115系で本形式を置換え、同年12月に営業運転を終了した。一時期モハ71001が広島工場内において保管されたが、後に解体された。

#### 福塩線
1977年に府中電車区に鳳電車区から阪和線で運用されていたモハ70形、クハ76形各12両の計24両が転入して40系・51系を置換え、福塩線の電化区間である福山 - 府中間で4両編成で運用された。
福塩線の70系は105系の投入によって1981年3月1日に運用が終了し、これをもって本系列の30年にわたる営業運転が終了した。

#### 中間車のみ転入
編成単位での転入はなかったものの一部の中間車が転入した線区は以下の通り。
日光線
宇都宮運転所に1965年6月にサロ75010が転入し、日光線で前後に40系のクモハ40形、クモハ41形を連結した3両編成などで、二等車代用として運行された。翌1966年1月にはサハ75形となり、3月には豊橋機関区に転出して飯田線用となった。
飯田線
豊橋機関区（現・豊橋運輸区）に1966年3月に大船電車区からサロ75形のサロ75003・75007・75013が、宇都宮運転所からサハ75形サハ75010の計4両が転入した。モハ52形の流電編成の中間車に組成された4両編成などで運用され、この間、1969年には3扉化改造が施工されてサハ75形100番台となっている。
仙石線
陸前原ノ町電車区（現・仙台車両センター宮城野派出所）に1971年1-2月に、最後まで京阪神緩行線で運用されていた明石電車区のモハ70形モハ70123・70124・70125の3両が転入し、同年に新前橋電車区からモハ70形モハ70047が転入して同様に以前京阪神緩行線から転入していた51系のクモハ54形・クハ68形と編成を組成して特別快速や快速を中心に運用された。1975-76年に3両が松本運転所に転出し、その後の配置はモハ70125の1両のみとなった。
東海道本線・身延線
東海道線静岡地区の静岡運転所（現・静岡車両区）には1965年にサハ75形サハ75011が転入。クハ47形やサハ48形と共に80系と編成を組み、後には神領電車区に転出した。

## 廃車
本系列の老朽・余剰廃車は1976年から開始された。1977年前半までは、首都圏に新製車を投入して捻出した新性能車両を、首都圏から本系列の運用線区に転入させて本系列を捻出し、他線区の老朽車両取替えや輸送力増強に充当する玉突き転配を実施していた。その後、1977年後半からは本系列運用線区に直接新車を投入して本形式を廃車する「直接置換え」に変更した。この時期には首都圏への新車投入が一巡していた一方で、本系列も初期車両を中心に老朽化が進行していたためである。
1977年には、阪和線用で最後まで運用された4両、仙石線で1両のみ残留していたモハ70形、三鷹配置で波動輸送用として残留していたクハ76形がモハ72形と同時に廃車となった。
1978年に廃車となったクハ76066が大船工場で保管されていたが、分割民営化前に解体された。このため本形式で現存する車両はない。
1964年度（全車鶴見事故による廃車）
- モハ70形

70042・70079（東フナ）
- クハ76形

76039（東フナ）
1967年度（事故廃車）
- モハ70形

70040・70055（名カキ）
1976年度
- モハ70形

70013・70014・70021・70033・70101・70108・70109・70110・70112・70114・70117（新ナカ）
70125（仙リハ）
- サハ75形

75000・75001・75004・75009（新ナカ）
75108・75109（名シン）
1977年度
- モハ70形

70015・70034・70036 - 70039・70041・70043・70044・70047・70053・70066・70067・70069・70104 - 70106・70111・70113・70115・70116・70123・70124（長モト）
70049・70062・70072・70086・70088・70095・70096・70301・70302（高シマ）
70072, 70074（天オト）
- クハ76形

76006・76008・76010・76014・76019・76021・76072 - 76075（長モト）
76022・76028・76037・76068・76088・76091（高シマ）
76045・76071（西ミツ）
76070・76079（天オト）
- クハ77形

77001・77006（高シマ）
1978年度
- モハ70形

70005 - 70012・70016 - 70020・70022 - 70032・70035・70045・70046・70065・70068・70070・70071・70080・70081・70091・70092・70097・70102・70103・70126（新ナカ）
70048・70058 - 70061・70063・70074・70077・70078・70082 - 70084・70089・70090・70093・70120 - 70122（名シン）
70050 - 70052・70056・70057・70064・70084・70085・70087・70094・70107・70300・70303・70305・70306・70308 - 70310（高シマ）
- モハ71形

71007・71008・71011・71013 - 71015・71017・71018・71021（広ヒロ）
- クハ75形

75002・75005・75006・75008・75017（新ナカ）
- クハ76形

76001 - 76004・76007・76009・76011・76015・76016・76029・76041・76047・76049・76064・76067・76069・76076 - 76078・76080・76084・76087・70097・70099・76304（新ナカ）
76013・76018・76024・76026・76027・76031 - 76033・76043・76086・76095・76101・76300 - 76303・76305（名シン）
76020・76025・76065・76066・76081・76082・76085・76093（高シマ）
76035・76053・76054・76057 -  76059・76351（広ヒロ）
- クハ77形

77000・77002 - 77004（高シマ）
- サハ75形

75101・75102（静トヨ）
75104・75105・75107（名シン）
1979年度
- モハ70形

70054・70304・70307（名シン）
- モハ71形

71002 - 71006・71009・71010・71016・71019・71020（広ヒロ）
- クハ76形

76017・76034・76036・76051・76055・76056・76060, 76061 - 76063・76306（広ヒロ）
76023・76030・76089（名シン）
76092（新ナカ）
- サハ75形

75103・75106（静トヨ）
1980年度
- モハ70形

70073・70076・70311・70312・70314・70315（岡フチ）
- モハ71形

71001・71012（広ヒロ）
- クハ76形

76083・76090・76094・76307 - 76311・76315（岡フチ）
1981年度
- モハ70形

70075・70313・70316 - 70319（岡フチ）
- クハ76形

76312 - 76314（岡フチ）